# 토모카와 카즈키

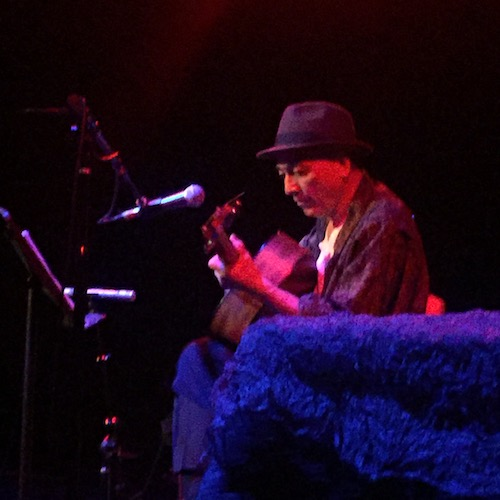

토모카와 카즈키(友川カズキ, ともかわ かずき, 1950년~)는 일본의 가수, 경륜평론가, 화가이다. 본명은 노조키 텐지(及位 典司, のぞき てんじ).

## 개요
중학교때 나카하라 츄야(中原中也)를 접한 이후 시를 써왔다. 1년 재수끝에 공고 건축과에 진학했다. 농구명문고여서 농구만 열심히 했다. 오노 슈지(小野秀二)의 직접 선배이기도 했고 훗날 NBA에 진출하는 田臥勇太도 후배이다.
스무살 무렵 길을 가다 빨간 신호에 걸렸을 때 오카바야시 노부야스의 곡을 듣고 싱어송라이터가 되기로 했다. 71년 일본 포크 잼보리에 즉흥적으로 참가하기도 했다. 74년 宇崎竜童에게 발탁되어 싱글을 녹음했다. 77년 치아키 나오미가 부른 「夜へ急ぐ人」를 쓰기도 했으며 이 곡은 치아키가 홍백가합전에서 불러 유명해진다.
1980년대 이후는 화가로 평가 받고 있다. 친구인 소설가 나카가미 켄지(中上健次)가 그의 그림을 높게 평가한 적이 있다.
오시마 나기사가 전장의 크리스마스에 출연하라고 제안했지만 토모카와의 아키타 사투리를 고쳐달라 요구하는 바람에 토모카와가 거절했고 그 역을 사카모토 류이치가 맡았다는 일화가 있다. 광적인 경륜팬으로 경륜 방송프로그램에서 2120배의 고배당에 배팅한 적이 있는데 여기서 승리했다. 98-03년 사이 도호쿠 방송의 보도 프로그램 週刊パパラビゾーレ에 정규 게스트로 출연했다.

## 음반 목록
- やっと一枚目（1975年）
- 肉声（1976年）
- 千羽鶴を口に咬えた日々（1977年）
- 俺の裡で鳴り止まない詩 〜中原中也作品集〜（1978年）
  - 犬 〜秋田コンサート・ライブ〜（1979年）
- 桜の国の散る中を（1980年）
- 海静か、魂は病み（1981年）
- 無残の美（1986年、PSFD-33）
- 花々の過失（1993年、PSFD-29）
- まぼろしと遊ぶ（1994年、PSFD-43）
  - Live-MANDA-LA Special（1994年、PSFD-36）
- 一人盆踊り（1995年、PSFD-59）
  - 渋谷アピア・ドキュメント（1995年、PSFD-65）
- ぜい肉な朝（1996年、PSFD-82）
- 夢は日々元気に死んでゆく（1998年、PSFD-96）
- 空のさかな（1999年、PSFD-8003）
- 赤いポリアン（2000年、PSFD-8005）
- エリセの目（2001年、PSFD-8008）
- 顕信の一撃（2002年、PSFD-8013）
- いつか、遠くを見ていた（2004年、PSFD-8019）※映画『IZO』（三池崇史監督）『17歳の風景』（若松孝二監督）使用曲のコンピレーション
- サトル（2005年、TILIQUA-004LP）
  - ライブ2005 大阪・バナナホール（2005年、PSFD-8022）
- 赤い水、青い水（2008年、PSFD-8028）
- イナカ者のカラ元気（2009年、PSFD-8031）
- 青いアイスピック（2010年、PSFD-8035）
- 復讐バーボン（2014年、ML-20140130）
- 光るクレヨン（2016年、ML-20161111）